# Emilio Bobadilla
Emilio Bobadilla (født 24. juli 1862 i Cárdenas, Kuba, død 1. januar 1921 i Biarritz, Frankrig) var en spansk forfatter og kritiker.
Han har dels levet i Madrid, dels i Paris, dels på rejser omkring i Europa og andre verdensdele; fra en rejse til de nordiske lande, også Danmark, har han meddelt nogle erindringer og indtryk i tidsskriftet La Lectura 1907. Bobadilla skrev sædvanligvis under navnet Fray Candil.
Han var en fremragende journalist og kritiker; belæst og skarpsindig, men undertiden (synes det) vel skarp og hånlig i sine
dommes form, hvad der naturligvis har skaffet ham mange fjender, især i den klerikale lejr. Sine recensioner og kritiske artikler har han samlet i en række bind.
Som prosafortæller i moderne naturalistisk retning optrådte Bobadilla med Novelas en germen og A fuego lento, sidstnævnte en dygtig, men noget hårdhændet psykologisk studie. En samling personlig farvede aforismer, indeholdende meget træffende og karakterfuldt, er Sintiéndome vivir (1906); livfulde rejseindtryk har han givet i Viajando por España (1912). Også i bunden stil har Bobadilla gjort sig bemærket ved den af J.M. de Heredia roste digtsamling Vórtice (1902).
I hans senere år fremkom fra hans pen følgende rejsebeskrivelser: La ciudad sin vértebras (om London), De canal en canal (om Holland og Belgien), Del Tiber al Arno og Por Escandinavia.